# كأس السويد
كأس السويد لكرة القدم هي إحدى البطولات المسجلة لدى الاتحاد السويدي لكرة القدم وتأتي بالمرتبة الثانية من ناحية البطولات بعد بطولة الدوري السويدي الممتاز، تأسست هذه البطولة سنة 1941 وكانت تسمى في السابق قبل هذه التسمية بكأس غوستاف السادس. من يحمل لقب هذه الكأس يلعب في التصفيات التمهيدية للدوري الاوربي

## التاريخ
ثم تأسيس كأس السويد سنة 1941، لكنها لم تُلعب سنة 1952 وكذلك ما بين 1954 و1966.
في البداية كانت تُلعب في سنة واحدة، ما بين شهري أبريل ونوفمبر، لكن شكلها تغير ابتداءً من سنة 1968، حيث أصبحت تُلعب على مدار سنتنان (تبدأ متأخرة في السنة الأولى وتنتهي مبكرا في السنة الثانية). كما تم تغيير شكلها سنة 1991 وكذلك ما بين 2002 و2011.
يشارك في المسابقة دائما فرق الدرجة الأولى، مع استثناءان لا غير، الأول من فريق راي (الدرجة الثالثة) سنة 1948 والثاني من نادي ديجيرفورس (الدرجة الثانية) في موسم 1992 - 1993.
على مر التاريخ حدتث العديد من التغيرات في هذه الكأس:
- كأس غوستاف الخامس من 1941 إلى 1953.
- كأس غوستاف السادس أدولف من 1967 إلى 1983.
- كأس سكانديا من 1984 إلى 1996.
- كأس اتحاد السويد لكرة القدم من 1997 إلى 2001
- كأس جديدة من غوستاف السادس أدولف من سنة 2002 إلى الآن.[2]

## الفرق المتوجة
| الفريق           | عدد الألقاب | السنوات                                                                            |
| ---------------- | ----------- | ---------------------------------------------------------------------------------- |
| نادي مالمو       | 14          | 1944، 1946، 1947، 1951، 1953، 1967، 1973، 1974، 1975، 1978، 1980، 1984، 1986، 1989 |
| أيك سولنا        | 8           | 1949، 1950، 1976، 1985، 1996، 1997، 1999، 2009                                     |
| نادي غوتبورغ     | 7           | 1979، 1982، 1983، 1991، 2008، 2013، 2015                                           |
| نادي نوركوبنغ    | 6           | 1943، 1945، 1969، 1988، 1991، 1994                                                 |
| نادي هلسينغبورغ  | 5           | 1941، 1998، 2006، 2010، 2011                                                       |
| نادي يورغوردينس  | 4           | 1990، 2002، 2004، 2005                                                             |
| نادي إلفسبورغ    | 3           | 2001، 2003، 2014                                                                   |
| نادي كالمار      | 3           | 1981، 1987، 2007                                                                   |
| أتفدابيرجس       | 2           | 1970، 1971                                                                         |
| نادي أوسترسوند   | 1           | 2017                                                                               |
| نادي هكن         | 1           | 2016                                                                               |
| نادي أورغريته    | 1           | 2000                                                                               |
| نادي هالمستاد    | 1           | 1995                                                                               |
| نادي ديجيفورس    | 1           | 1993                                                                               |
| نادي أوستير      | 1           | 1977                                                                               |
| لاندسخارونا بويز | 1           | 1972                                                                               |
| نادي رايف        | 1           | 1948                                                                               |
| جايس             | 1           | 1942                                                                               |

حامل الكاس الحالى هو نادى مالمو اللى غلب نادى ديورجاردنز فى نهائى سنة 2024 . نادى مالمو إف إف النادى الاكتر نجاح فى المسابقة بعد فوزه بـ 16 لقب ، آخرها سنة 2024.